# Сергиевка (Губкинский городской округ)
Сергиевка — село в Губкинском городском округе Белгородской области. Центр Сергиевской сельской администрации.

## География
Село расположено на юго-востоке Среднерусской возвышенности, в зоне лесостепи, в центре Губкинского района. Удалено от районного центра Губкина на 6 км, ближайшая железнодорожная станция «Губкин» находится в 7 км. Через село проходит трасса Белгород-Воронеж.

## История
Сергиевка, по предположениям краеведов, образовалась в конце XVIII в. и принадлежала графам Салтыковым, а затем графам Орловым-Давыдовым. Селение было названо в честь графа Сергея Владимировича Орлова-Давыдова.
Как гласит местное предание, заселение Сергиевки началось с обмена графом Орловым-Давыдовым собак на две семьи из Украины, которые и стали первыми жителями села.
Из книги «Курская губерния. Списки населенных мест по сведениям 1862 года»: «На почтовой дороге из г. Старого Оскола в г. Корочу: Сергиевка (Салтыковский хутор) — деревня владельческая, 54 двора: 294 мужчин, 247 женщин».
По переписи 1895—1897 гг. Сергиевка входила в Салтыковскую волость; «Поселение при транспортной дороге на Белгород, в 30 верстах от города (Старого Оскола) — 60 дворов, 480 жителей, хлебозапасный магазин, 3 ветряные мельницы, винная лавка. На земле сельского общества хутор графа Сергея Орлова-Давыдова и две лесные сторожки в урочищах Сенное и Лысые горы. Всего 3 двора и 42 человека».
К концу XIX века в деревне открыта трехклассная школа.
В 1928 году Сергиевка вошла в состав вновь только что образованного Скороднянского района.
В 1928—1929 гг., в период коллективизации, в селе образовалось два колхоза: «Счастливый путь» и «1 Мая».
В 1935 году при образовании Боброво-Дворского района Сергиевка вошла в состав Боброво-Дворского сельского Совета.
2 июля 1942 года село было оккупировано немецкими войсками. 5 февраля 1943 года, в результате Воронежско-Касторенской наступательной операции, территория села была освобождена.
В 1962 году в новообразованный Губкинский район Сергиевка вошла в составе Боброво-Дворского сельского Совета. В 1979 году был восстановлен Сергиевский сельский Совет.
В 1990 году село было газифицировано, проложен водопровод.
В 1992 году построено новое двухэтажное здание школы на 200 мест.
В 1993 году в центре села был открыт памятник погибшим односельчанам в годы Великой Отечественной войны.
26 октября 1993 года была образована территориальная администрация Сергиевского сельского Совета.
В январе 2013 года, после реконструкции, были открыты Сергиевский Модельный Дом культуры на 160 мест и библиотека.

## День села
4 февраля 2004 года было принято решение ежегодно проводить праздник села в престольный праздник «Иконы Казанской Божьей Матери» (4 ноября).

## Население
По документам переписи 1885 года Сергиевка насчитывала 464 жителя (231 мужск. и 233 женск. пола). В 1907 году в Сергиевке — 841 житель (443 муж., 398 жен.).
В 1932 году в деревне Сергиевке насчитывался 1041 житель.

На 17 января 1979 года в Сергиевке — 733 жителя, на 12 января 1989 года — 688 (310 муж., 378 жен.).
| 2002 | 2010  | 2011 | 2013 | 2015 | 2016 |
| ---- | ----- | ---- | ---- | ---- | ---- |
| 919  | ↗1002 | ↘923 | ↗934 | ↗979 | ↗983 |

## Достопримечательности
- В районе села расположен один из участков заповедника «Белогорье» — «Лысые горы», организованный в 1993 г., площадью 170 га. На территории участка известно произрастание 571 вида сосудистых растений (4 вида из Красной Книги РФ — брандушка разноцветная, рябчик русский, ковыль перистый, проломник Козо-Полянского), 42 вида мохообразных, 66 видов лишайников и 60 видов грибов.